# لويزا جيمس
لويزا جيمس (بالإنجليزية: Louisa James)‏ هي مقدمة تلفزيونية وصحفية بريطانية، ولدت في 1979 في سويسرا.

## وصلات خارجية
- لويزا جيمس على موقع IMDb (الإنجليزية)